# Böszörményi Gyula
Böszörményi Gyula (korábban Robin Mash írói álnév alatt is, Miskolc, 1964. július 23. – 2022. június 29.) József Attila-díjas magyar író, újságíró, forgatókönyvíró. A Gergő-sorozat és az Ambrózy Báró-sorozat írója. Ifjúsági, krimi, sci-fi és fantasy regényeket, novellákat írt, amelyekben különleges mitológiai, népmesei elemeket is felhasznált. Esszékötetei is széles körben ismertté váltak, valamint színpadi, rádiós és televíziós munkái, forgatókönyvei is jelentősek.
A Gergő és az álomfogók című meseregényével lett országosan ismert 2002-ben. A Gergő-sorozat második kötete (Gergő és a bűbájketrec) 2003-ban Magyarországon az év sikerkönyve lett. Ugyanebben az évben a Gergő-regények megkapták az Év Gyermekkönyve díjat és a Körtemuzsika-díjat is. A szerzőt 2007-ben József Attila-díjjal és a Bács-Kiskun Megyei Közgyűlés Elnökének különdíjával tüntették ki.

## Pályája
Apja Böszörményi Jenő hivatásos gépkocsivezető, sportrepülő, anyja Bodonyi Izabella szülésznő. Kétéves korában izomsorvadásos betegség támadta meg. Ennek következtében súlyos mozgássérült lett. Mivel családja is széthullott körülötte, egészségügyi gyermekotthonba került, ahol éles, nyílt szellemmel töltötte mindennapjait értelmi fogyatékos társai között.
Tizenévesen kezdett el írni, majd a 80-as évektől cikkei, glosszái és novellái jelentek meg az Élet és Irodalom, Emberhalász, Debreceni Napló, Magyar Ifjúság, Ifjúsági Magazin és más folyóiratok hasábjain.
1986-ban megalapította a Mozgássérült Eszperantisták Levelező Körét, amelyet két éven át vezetett. 1989-ben elvállalta az erdőkertesi Sci-fi és Fantasy Klub vezetését.
1990-ben a Magyar Televízió „Nagy Élet” címmel csaknem egyórás dokumentumfilmet forgatott vele (rendező: Gábor Péter), melyet a németországi művészmozikban, mint „híradófilmet” vetítettek. Azóta számos nyomtatott sajtó- és televíziós interjú készült vele. 
1992-ben megalapította a Szertelenek amatőr színjátszó csoportot, amely 1993-ban megnyerte a Nemzetközi Amatőrszínjátszó Fesztivált.
1997-ben beválogattak az Élet és Irodalom legjobb novellistáit közlő antológiába. 2002-től a Magyar Hírlap rendszeresen közli a publicisztikáit.
Müller Péter Sziámi ösztönzésére kezdett el gyerekeknek írni. A Gergő és az álomfogók megírásához a budapesti Sziget Fesztiválon szerzett élményei is hatással voltak rá. 2003-ban feleségével, Cséplő Noémival megalapították az Álomfogó Varázslat „táv-bűbájosképző” levelező iskolát gyerekeknek és felnőtteknek, melynek célja az általános műveltség, hagyományőrzés és olvasásra-nevelés elősegítése.
Az utóbbi években[mikor?] a következő televíziós riportfilmekben szerepelt:
- 2004: a Duna Televízió egyórás riportfilmje (Tálentum sorozat, Zsigmond Dezső rendezésében)
- 2005: a Magyar Televízió riportfilmje az Akiktől érdemes tanulni című sorozatban, Szenes Andrea produkciójában
- 2006: a Magyar Televízió riportfilmje a Hátrányból előre című sorozatban, Szenes Andrea produkciójában.

## Gergő-sorozat
Legismertebb művei a Gergő-sorozat meseregényei:
- Gergő és az álomfogók, Magyar Könyvklub, 2002
- Gergő és a bűbájketrec, Magyar Könyvklub, 2003
- Gergő és a táltosviadal, Magyar Könyvklub, 2004
- Gergő és az álomvámpírok I., Jonathan Miller Kiadó, 2005
- Gergő és az álomvámpírok II., Könyvmolyképző Kiadó, 2006

2007-ben jelent meg a Gergő és az álomfogók német fordítása Julius Bessermann szerzői névvel (Julius Bessermann: Greg und die Traumfänger, Schenk Verlag, Passau).
Ugyanebben a világban játszódik a háromkötetes Zsófi-sorozat:
- Zsófi és az elnévtelenedett falu, Jonathan Miller Kiadó, 2005
- Zsófi és a boszorkánypláza, Jonathan Miller Kiadó, 2005
- Zsófi és a Dalnok, Könyvmolyképző Kiadó, 2008

A Gergő-regények egyik szereplőjéről szóló háromkötetesre tervezett sorozat kötetei:
- Monyákos Tuba a Lidérc Árvák Fészkében, Könyvmolyképző Kiadó, 2007
- Monyákos Tuba és a csatornalidércek, Könyvmolyképző Kiadó, 2008
- Monyákos Tuba és a Tűzhangya-sámán, Könyvmolyképző Kiadó, 2010

Ezen regények is a Gergő-sorozat világában játszódnak:
- Rúvel hegyi legenda (felújítás), Beholder Kiadó, 2005
- A bolhedor lovagjai, Beholder Kiadó, 2007

## Ambrózy báró-sorozat
Az Ambrózy báró esetei egy korabeli krimisorozat, amelynek történetei a békebeli Budapesten játszódnak, s melynek egyes kötetei előkelő helyen szerepelnek a Moly visszajelzései által legjobb kriminek jelölt regények listáján:
- Leányrablás Budapesten[3] |
- A Rudnay-gyilkosságok[4] |
- Beretva és tőr[5] |
- Ármány és kézfogó[6] |
- Bitó és borostyán[7] |
- Nász és téboly [8] |
- Szer'usz világ[9]
- A Barnum-rejtély[10]
- A hullaházi skandalum[11] |

## Egyéb művei

### Önálló kötetek
- Kucó – kisregény, Mandátum Kiadó, 1991
- Aids kommandó – regény, Totem Kiadó, 1995
- Árnyéktalanok – fantasy regény, Cherubion Kiadó, 1996
- Hullámok hátán – regény, Seneca Kiadó, 1997
- Kucó-Villamostangó – kisregények egy kötetben, Seneca Kiadó, 1997
- A szerelem hatalma – regény, Seneca Kiadó, 1998
- Adjátok vissza a gyermekemet – regény, Halász és Fia Kiadó, 1999
- Gergő és az álomfogók – meseregény, Magyar Könyvklub, 2002
- Kárhozottak háza – regény, Kalandor Kiadó, 2003
- Dávid Király asszonya – regény, Magyar Könyvklub, 2003
- Fiókszavak – esszékötet, Szabad Föld Kiadó, 2003
- Gyerekasztrológia – népszerű ismeretterjesztés, Jonathan Miller Kiadó, 2004
- Ütközet a Meridim fölött – sci-fi, Inomi Kiadó, 2005
- Kerekalma mesék (CD melléklettel-Alma zenekar) – Ciceró Könyvstúdió, 2005
- Az elveszett történet (Jonatán I.) – Könyvmolyképző Kiadó, 2006
- A Gutenberg lovagrend (Jonatán II.) – Könyvmolyképző Kiadó, 2007
- 9... 8...7... (Rémálom könyvek I.) – Könyvmolyképző Kiadó, 2007
- 6...5...4... (Rémálom könyvek II.) – Könyvmolyképző Kiadó, 2008
- Árnyvadászok (Jonatán III.) – Könyvmolyképző Kiadó, 2008
- Rontásűzők I. – Az időkút – Könyvmolyképző Kiadó, 2009
- Emberke színe – Csimota Könyvkiadó, 2009
- 3...2...1... (Rémálom könyvek III.) – Könyvmolyképző Kiadó, 2009
- Mizu utazásra gondol – Pongrác Kiadó, 2010
- EzoPara – Pongrác Kiadó, 2010 (Machó Zsófiával közösen)
- EzoPara I–II–III. – ifjúsági regény, díszdobozos kiadás (társszerző Machó Zsófia), Pongrác Kiadó, 2011
- Rontásűzők II. – A gyásznémber – Könyvmolyképző Kiadó, 2011
- Rontásűzők III. – A tündérköd – Könyvmolyképző Kiadó, 2012
- Lúzer Rádió, Budapest! – A Béla-irtó hadművelet – Könyvmolyképző Kiadó, 2012
- Lúzer Rádió, Budapest! 2. – A Cápa-csapda hadművelet – Könyvmolyképző Kiadó, 2012
- Lúzer Rádió, Budapest! 3. – A kutyakütyü hadművelet – Könyvmolyképző Kiadó, 2013
- Lúzer Rádió, Kehida! – Az angyalrablás hadművelet – Könyvmolyképző Kiadó, 2014
- Leányrablás Budapesten – Ambrózy báró esetei 1. – Könyvmolyképző Kiadó, 2014
- Lúzer Rádió, Budapest 5. – A Szöcskefogó hadművelet – Könyvmolyképző Kiadó, 2015
- A Rudnay-gyilkosságok – Ambrózy báró esetei 2. – Könyvmolyképző Kiadó, 2015
- Beretva és tőr – Ambrózy báró esetei 2,5. – Könyvmolyképző Kiadó, 2016[12]
- Ármány és kézfogó – Ambrózy báró esetei 3. – Könyvmolyképző Kiadó, 2016 |
- Bitó és borostyán. Ambrózy báró esetei 3.5 – Könyvmolyképző, Szeged, 2017 (Vörös pöttyös könyvek)
- Mindörökké várni; Könyvmolyképző, Szeged, 2017 (Vörös pöttyös könyvek)
- Nász és téboly. Ambrózy báró esetei IV. – Könyvmolyképző, Szeged, 2017 (Vörös pöttyös könyvek)
- Szer'usz világ. Ambrózy báró esetei V. – Könyvmolyképző, Szeged, 2019 (Vörös pöttyös könyvek)
- Kucó és más életszilánkok; Könyvmolyképző, Szeged, 2019
- A Barnum-rejtély. Ambrózy báró esetei VI.; Könyvmolyképző, Szeged, 2020 (Vörös pöttyös könyvek)
- Lúzer rádió, Budapest! VI. A Szívzűr hadművelet; Könyvmolyképző, Szeged, 2021

### Novellák antológiákban
- Birodalmi osztag – Birodalmi osztag, Inomi Kiadó, 2004
- A hipertér vándorai – Jó éjt, kapitány!, Goblin Kiadó, 2005
- Az Evolvens kalózai – Vörös kendővel válladon, Graal Könyvek Kiadó, 2005
- Imák és kételyek könyve – Ima, Barrus Könyvkiadó Kft., 2005

### Rádiós munkák
- „Külsős íróként” a Magyar Rádió Gyermekosztálya – Miska bácsi levelesládája, és Szentmihályi Szabó Péter interaktív hangjátéksorozata.
- A Kucó-ból a Magyar Rádió hangjátékot készített, amit azóta többször sugároztak Müller Péter Sziámi rendezésében, Kaszás Gergő színművész előadásában.

### Televíziós munkák
- Űrgammák – 160 részes tévésorozat – forgatókönyvíró (1995)
- Barátok közt produkció – forgatókönyvíró (2000)
- Álomlátók – gyermekfilm, forgatókönyvíró (2008)

### Színpadi munkák
- A Komédium Színház öt éven át játszotta a Kucó című monodrámáját Kálloy Molnár Péter szereplésével, Radó Gyula rendezésében. A darab 2003-tól havi négy előadással vendégszerepelt a Szegedi Nemzeti Színházban is. Szintén 2003-ban Erdélyben nagy sikerű turnén vett részt az előadás. 2006-ban a darabot meghívták az Edinburgh-i Fringe Fesztiválra. (A hatvanéves színházi fesztivál történetében ez volt az első magyar nyelvű darab.) 2006 szeptemberétől az Új Színház tartotta műsorán.

### Egyéb munkák
- Az Appaloosa Corp. amerikai szoftvercég megbízásából az Ecco II. című számítógépes játék szövegeit írta.